# 인북천
인북천(麟北川)은 소양강 상류의 다른 이름이다. 북한 지역에서 발원한다. 서화천(瑞和川)으로 잘못 불리기도 하나 다른 하천이다. 이 곳에는 리빙스턴교가 이 하천에 놓여 있는 대표적인 교량으로, 인제군에서 제일 유명한 교량이다.